# Thịt nai

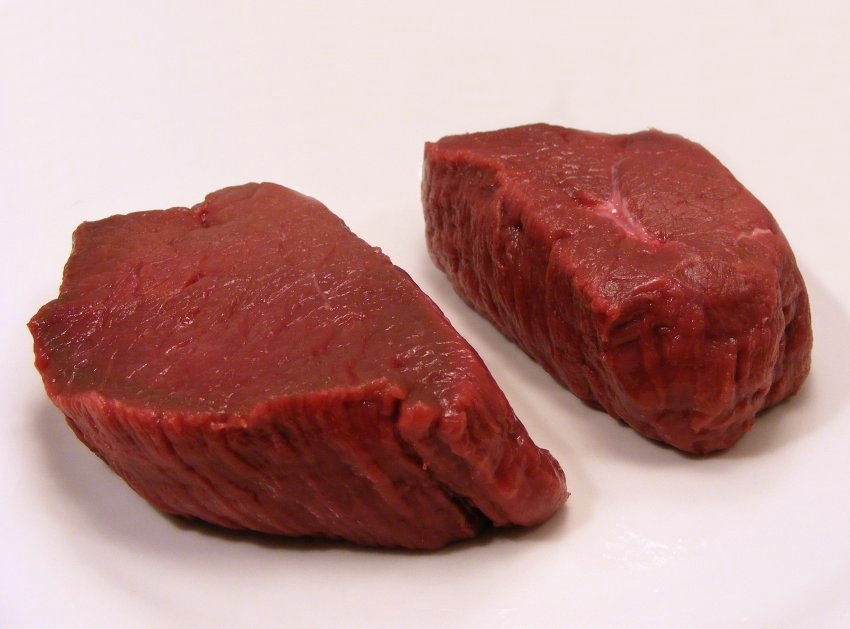
Một súc thịt nai

Thịt nai là thịt của một con nai được giết sau một cuộc săn bắn (còn gọi là thịt rừng) hoặc thịt con nai được giết mổ. Thịt nai có thể ăn như một món thịt nướng, thịt quay, xúc xích, thịt băm... Thịt nai có hương vị nhắc tới thịt bò, tuy nhiên, thịt nai tươi khác thịt bò ở chỗ ít gân, mỡ màu trắng ngà, mềm hơn cả thịt bê non. Thịt nai có vị ngọt, thơm chứ không gây như thịt bò, thịt dê và một số loại thịt khác.

## Từ nguyên

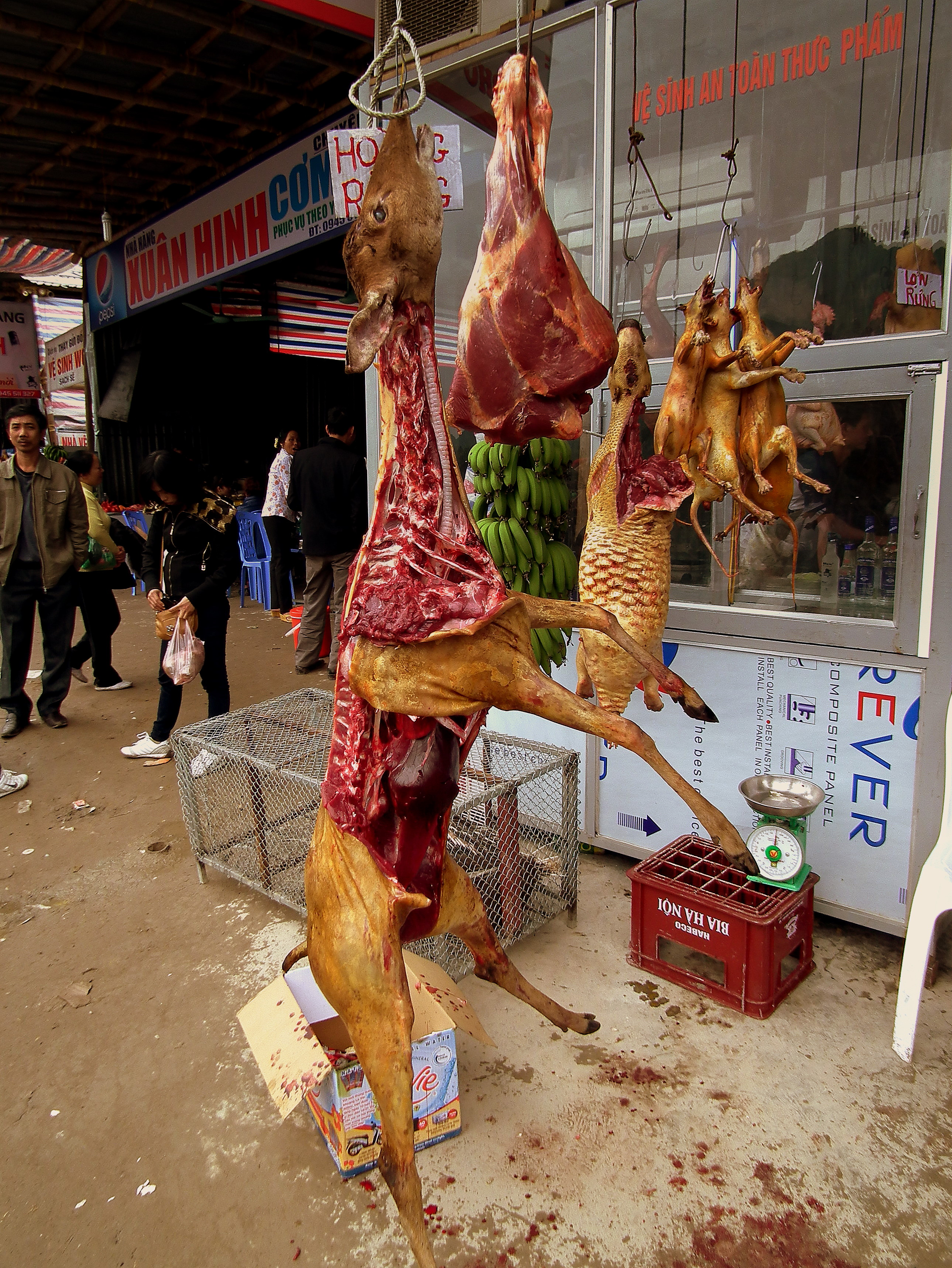
Một con nai

Trong tiếng Anh, thịt nai không đơn thuần chỉ dùng để chỉ về thịt của một con nai mà dùng để chỉ về thịt thú rừng của những con thú bị xẻ thịt sau khi săn bắn. Từ xuất phát từ tiếng Latin vēnor (săn hoặc theo đuổi), thuật ngữ này thâm nhập vào tiếng Anh thông qua người Norman vào thế kỷ 11, sau cuộc xâm lược Norman của nước Anh. Thịt nai ban đầu được mô tả thịt của động vật bị giết bởi săn bắn và được áp dụng cho các loại động vật từ họ hươu nai, thỏ rừng và lợn rừng và một số loài thuộc chi dê, ở Bắc bán cầu sử dụng của nó hiện nay gần như hoàn toàn bị hạn chế thịt của các loài hươu. Ở Nam Phi, thịt nai là thịt linh dương.
Ở Mỹ, có ý kiến cho rằng nhiều khả năng người Mỹ sử dụng loại thịt thông dụng trong Lễ Tạ ơn là thịt hươu. Nhưng vì làm thịt hươu mất thời gian hơn làm thịt gà tây. Bởi trung bình người ta sẽ mất 5 giờ đồng hồ để nướng chín một con hươu do đó thịt gà tây mới thay thế thịt hươu trở thành món chính trong bữa tiệc thịnh soạn này.

## Các món

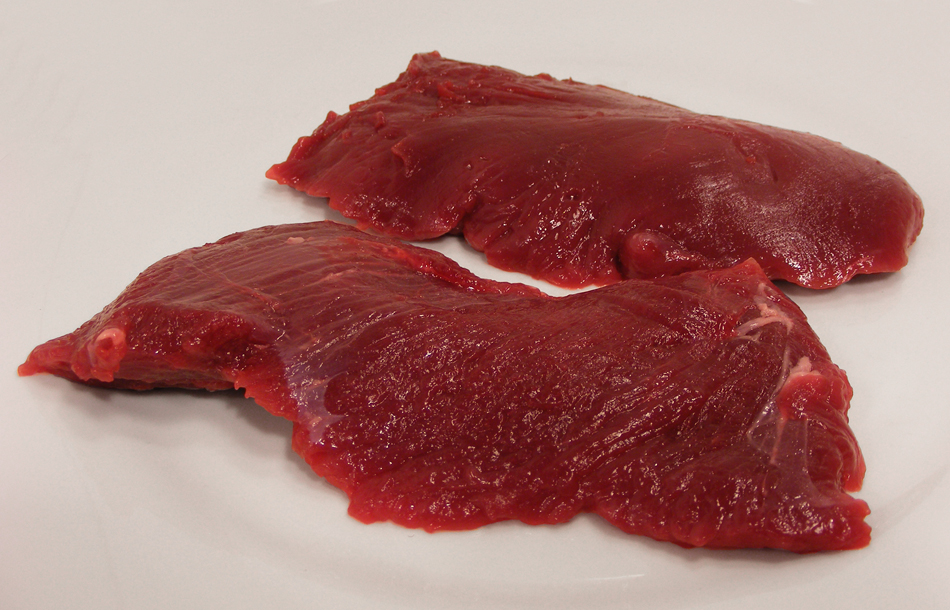
Hai miếng thịt nai tươi

Có rất nhiều món ăn ngon được chế biến từ thịt nai tươi như: nai xào lăn, thịt nai nấu rô ti, nai xào củ quả, thịt nai xào đậu và bắp non, thịt nai nướng vỉ, thịt nai nướng ngũ vị, nai nhúng giấm, nai lúc lắc… Các món nai nướng, nai xào làn, nai nhúng giấm nai lúc lác, sườn nai rán, cháo bao tử và sau cùng là nai khô hợp lại đủ bảy món như thịt bò hay thịt nai xào sả ớt. Nhưng với nai thì nai nướng, nai nhúng giấm, và nai khô lại là những món tiêu biểu nhất. Thịt nai nướng thái mỏng ướp mở nước và gia vị rồi cắt mấy lát gừng nướng riêng để ăn nóng cùng lúc với nai nướng. Nai nướng không cần nước chấm, cũng không cần muối tiêu, miếng thịt nai nướng chín ngọt, mềm. Thịt nai nhúng giấm vừa có vị thơm ngọt của thịt nai, vừa có mùi vị rất đặc trưng của những loại rau ăn kèm.

## Nai sừng tấm

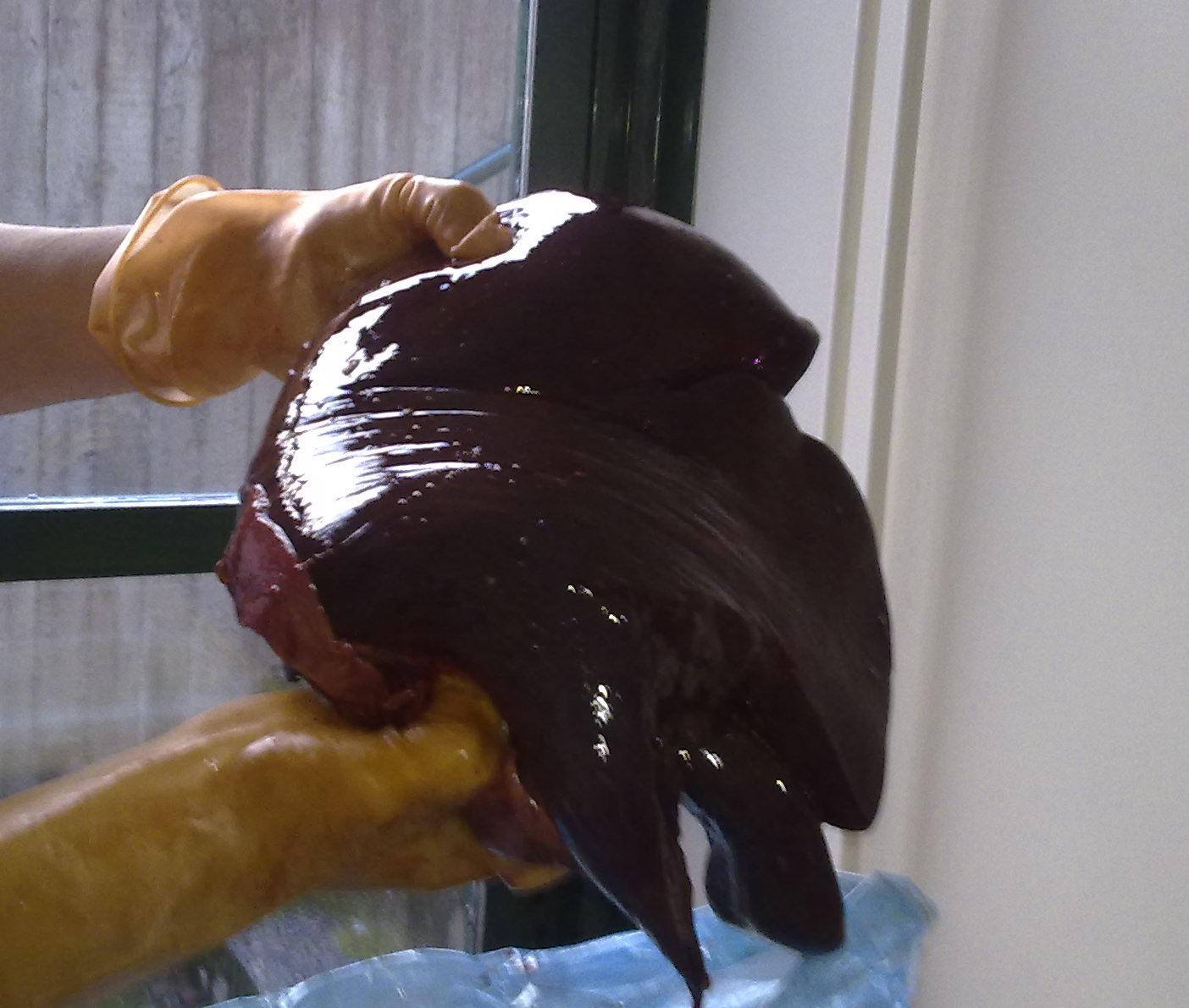
Một bộ gan của nai sừng tấm Á Âu

Nai sừng tấm Á-Âu bị săn bắt như một thú săn bắn trong rất nhiều các quốc gia nơi chúng được tìm thấy. Thị hiếu với thịt nai sừng tấm, đã được Henry David Thoreau viết lại trong "The Maine Woods", theo đó ông này mô tả thịt nai sừng tấm giống như thịt bò mềm, với hương vị có lẽ nhiều hơn, đôi khi giống như thịt bê. Trong khi thịt chúng có hàm lượng protein tương tự như của các loại thịt đỏ khác tương đương (ví dụ như thịt bò, thịt hươu và nai sừng xám), nó có hàm lượng chất béo thấp, và các chất béo đó là hiện nay bao gồm một tỷ lệ cao hơn các chất béo không bão hòa đa dạng chứ không phải là chất béo bão hòa.
Mức độ chất cadmium cao ở gan nai sừng tấm ở Phần Lan và thận, với kết quả là tiêu thụ của những bộ phận từ nai sừng tấm hơn một tuổi đã bị cấm ở Phần Lan. Lượng Cadmium đã được tìm thấy sẽ được nâng lên trong số tất cả người tiêu dùng thịt nai sừng tấm, mặc dù thịt nai sừng tấm đã được tìm thấy để chỉ đóng góp một chút với lượng cadmium hàng ngày. Tuy nhiên việc tiêu thụ gan hoặc thận nai sừng tấm Á-Âu tăng đáng kể lượng cadmium, với việc nghiên cứu tiết lộ rằng người tiêu dùng các cơ quan nai sừng tấm Á-Âu có một biên độ an toàn tương đối hẹp dưới mức mà có lẽ sẽ gây ra các tác hại cho sức khỏe. Tiến sĩ Valerius Geist, người di cư sang Canada từ Liên Xô, đã viết vào năm 1999 cuốn sách của ông Nai sừng tấm Á-Âu: Hành vi, thái, bảo tồn: Ở Thụy Điển, không có thực đơn vào mùa thu là không có một món ăn nai sừng tấm Á-Âu như một món ăn thường nhật.